# Julie Foggea
Julie Foggea (født 28. August 1990) er en fransk håndboldspiller som spiller i Brest Bretagne Handball og for Frankrigs håndboldlandshold.
Hun har tidligere spillet for Fleury Loiret HB, Mios-Biganos Handball,Érd NK og CS Rapid București.

## Meritter
- Division 1 Féminine
  -  Sølv: 2016 (med Fleury Loiret HB)
- Coupe de la Ligue
  - Vinder: 2016 (med Fleury Loiret HB)
  - Finalist: 2015 (med Mios-Biganos Handball)
- EHF Challenge Cup:
  - Vinder: 2015 (med Mios-Biganos Handball)
- Nemzeti Bajnokság I
  -  Bronze: 2018 (med Érd NK)
  - #4: 2019 (med Érd NK)
- Magyar Kupa (ungarske pokalturnering)
  - Finalist: 2018 (med Érd NK)
  - #3: 2019 (med Érd NK)
- Liga Națională
  -  Guld: 2022 (med CS Rapid Bucureșt)